# Altenberg (Odenthal)

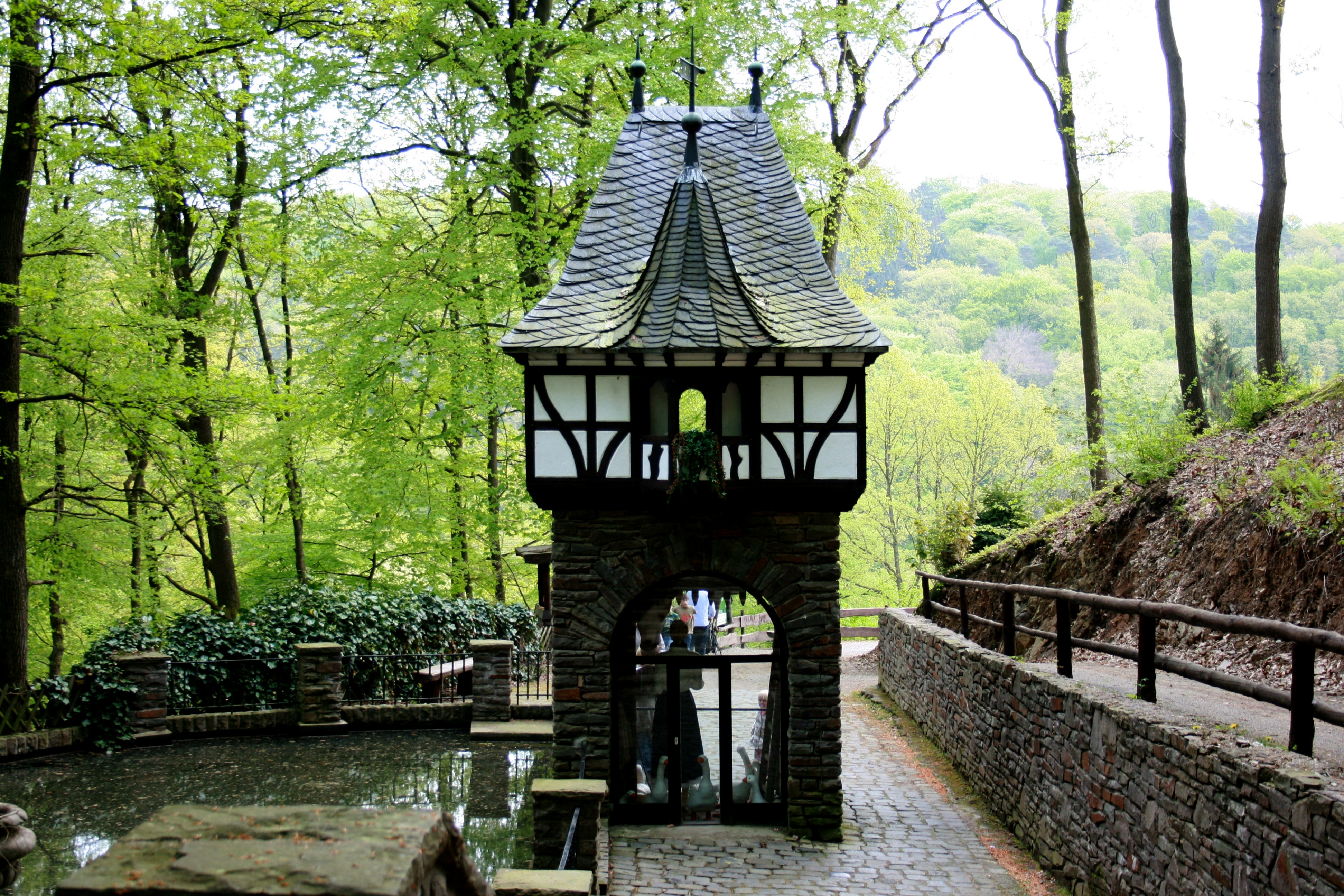
Märchenwald Altenberg

Altenberg – jednostka administracyjna (Ortsteil) gminy Odenthal w Niemczech, w kraju związkowym Nadrenia Północna-Westfalia, w rejencji Kolonia, w powiecie Rheinisch-Bergischer Kreis. W średniowieczu (od 1101) siedziba Księstwa Bergu. Książęta Bergu utworzyli wokół rodowej siedziby niewielką posiadłość ziemską, którą z czasem zaczęto nazywać Bergisches Land.

## Historia

### Abtei Altenberg
W 1133 Adolf II, hrabia Bergu, zbudował nowy zamek Schloss Burg w dolinie rzeki Wupper i przekazał, pod postacią fundacji, swoją dawną posiadłość (zwaną dotąd zamek Berge Burg Berge, a od tego czasu Altenberg) cystersom z Cîteaux w Burgundii, którzy wznieśli tu (drugi na terenie Niemiec po opactwie w Kamp) klasztor, ale w kilka lat później przenieśli się nieco dalej w głąb doliny Dhünn.
W czasie swego pobytu w Altenbergu cystersi założyli kilkanaście filii opactwa, zarówno na terenie wschodnich Niemiec, jak i Polski (na przykład Łekno, Ląd i Obra).

#### Altenberger Dom
Najwspanialszą budowlą i jedyną pozostałością po klasztorze w Altenbergu jest gotycki tum (niem. Altenberger Dom), którego budowę rozpoczęto jeszcze przez cystersów w 1259, a ukończono 120 lat później. Jest jednym z największych kościołów gotyckich w Niemczech (wprawdzie bez charakterystycznych dla gotyku wież), choć nigdy nie stał się kościołem biskupim. Obecnie częściej używa się określenia Simultankirche, dla podkreślenia, że odbywają się tu nabożeństwa zarówno protestanckie, jak i katolickie. Regularnie mają też miejsce koncerty organowe. Katedra jest własnością kraju związkowego Nadrenia Północna-Westfalia, który sfinansował prace renowacyjne ukończone w czerwcu 2005.
Teren nieopodal (ok. 1 km) zwany jest Märchenwald (pol. Baśniowy Las), ponieważ wśród drzew i zabudowań porozstawiane są figury przedstawiające postaci z niemieckich bajek.